# Liste der US-Open-Sieger (Damendoppel)
Diese Liste enthält alle Finalistinnen im Damendoppel bei den U.S. National Championships (bis 1969) und den US Open (seit 1968). Mit 13 Titeln zwischen 1941 und 1957 ist Margaret Osborne duPont Rekordsiegerin.
| Jahr                | Siegerinnen                                 | Finalgegnerinnen                           | Ergebnis           |
| ------------------- | ------------------------------------------- | ------------------------------------------ | ------------------ |
| 1889                | Margarette Ballard Bertha Townsend          | Marian Wright Laura Knight                 | 6:0, 6:2           |
| 1890                | Ellen Roosevelt Grace Roosevelt             | Margarette Ballard Bertha Townsend         | 6:1, 6:2           |
| 1891                | Mabel Cahill Emma Leavitt-Morgan            | Grace Roosevelt Ellen Roosevelt            | 2:6, 8:6, 6:4      |
| 1892                | Mabel Cahill Adeline McKinlay               | Helen Day Harris Arny Williams             | 6:1, 6:3           |
| 1893                | Aline Terry Harriet Butler                  | Augusta Schultz M. Stone                   | 6:4, 6:3           |
| 1894                | Helen Hellwig Juliette Atkinson             | Annabella Wistar Arny Williams             | 6:4, 8:6, 6:2      |
| 1895                | Helen Hellwig Juliette Atkinson             | Elisabeth Moore Arny Williams              | 6:2, 6:2, 12:10    |
| 1896                | Elisabeth Moore Juliette Atkinson           | Annabella Wistar Arny Williams             | 6:4, 7:5           |
| 1897                | Juliette Atkinson Kathleen Atkinson         | Mrs. F. Edwards Elizabeth Rastall          | 6:2, 6:1, 6:1      |
| 1898                | Juliette Atkinson Kathleen Atkinson         | Marie Wimer Carrie Neely                   | 6:1, 2:6, 4:6, 6:1 |
| 1899                | Jane Craven Myrtle McAteer                  | Maud Banks Elizabeth Rastall               | 6:1, 6:1, 7:5      |
| 1900                | Edith Parker Hallie Champlin                | Marie Wimer Myrtle McAteer                 | 9:7, 6:2, 6:2      |
| 1901                | Juliette Atkinson Myrtle McAteer            | Marion Jones Elisabeth Moore               | w.o.               |
| 1902                | Juliette Atkinson Marion Jones              | Maud Banks Nona Closterman                 | 6:2, 7:5           |
| 1903                | Elisabeth Moore Carrie Neely                | Miriam Hall Marion Jones                   | 6:4, 6:1, 6:1      |
| 1904                | May Sutton Miriam Hall                      | Elisabeth Moore Carrie Neely               | 3:6, 6:3, 6:3      |
| 1905                | Helen Homans Carrie Neely                   | M. F. Oberteuffer Virginia Maule           | 6:0, 6:1           |
| 1906                | Ann Burdette Coe Ethel Bliss Platt          | Helen Homans Clover Boldt                  | 6:4, 6:4           |
| 1907                | Marie Wimer Carrie Neely                    | Edna Wildey Natalie Wildey                 | 6:1, 2:6, 6:4      |
| 1908                | Evelyn Sears Margaret Curtis                | Carrie Neely Marion Steever                | 6:3, 5:7, 9:7      |
| 1909                | Hazel Hotchkiss Wightman Edith Rotch        | Dorothy Green Louise Moyes                 | 6:1, 6:1           |
| 1910                | Hazel Hotchkiss Wightman Edith Rotch        | Adelaide Browning Edna Wildey              | 6:4, 6:4           |
| 1911                | Hazel Hotchkiss Wightman Eleonora Sears     | Dorothy Green Florence Sutton              | 6:4, 4:6, 6:2      |
| 1912                | Dorothy Green Mary Kendall Browne           | Maud Barger-Wallach Mrs. Frederick Schmitz | 6:2, 5:7, 6:0      |
| 1913                | Mary Kendall Browne Louise Williams         | Dorothy Green Edna Wildey                  | 12:10, 2:6, 6:3    |
| 1914                | Mary Kendall Browne Louise Williams         | Louise Raymond Edna Wildey                 | 10:8, 6:2          |
| 1915                | Hazel Hotchkiss Wightman Eleonora Sears     | Helen McLean Mrs. G. L. Chapman            | 10:8, 6:2          |
| 1916                | Molla Bjurstedt Eleonora Sears              | Louise Raymond Edna Wildey                 | 4:6, 6:2, 10:8     |
| 1917                | Molla Bjurstedt Eleonora Sears              | Phyllis Walsh Grace Moore LeRoy            | 6:2, 6:4           |
| 1918                | Marion Zinderstein Jessup Eleanor Goss      | Molla Bjurstedt Anna Rogge                 | 7:5, 8:6           |
| 1919                | Marion Zinderstein Jessup Eleanor Goss      | Eleonora Sears Hazel Hotchkiss Wightman    | 10:8, 9:7          |
| 1920                | Marion Zinderstein Jessup Eleanor Goss      | Eleanor Tennant Helen Baker                | 6:3, 6:1           |
| 1921                | Mary Kendall Browne Louise Williams         | Helen Gilleaudeau Aletta Bailey Morris     | 6:3, 6:2           |
| 1922                | Marion Zinderstein Jessup Helen Wills Moody | Edith Sigourney Molla Mallory              | 6:4, 7:9, 6:3      |
| 1923                | Kathleen McKane Godfree Phyllis Covell      | Hazel Hotchkiss Wightman Eleanor Goss      | 2:6, 6:2, 6:1      |
| 1924                | Hazel Hotchkiss Wightman Helen Wills Moody  | Eleanor Goss Marion Zinderstein Jessup     | 6:4, 6:3           |
| 1925                | Mary Kendall Browne Helen Wills Moody       | May Sutton Elizabeth Ryan                  | 6:4, 6:3           |
| 1926                | Elizabeth Ryan Eleanor Goss                 | Mary Kendall Browne Charlotte Chapin       | 3:6, 6:4, 12:10    |
| 1927                | Kathleen McKane Godfree Ermyntrude Harvey   | Betty Nuthall Joan Fry                     | 6:1, 4:6, 6:4      |
| 1928                | Hazel Hotchkiss Wightman Helen Wills Moody  | Edith Cross Anna Harper                    | 6:2, 6:2           |
| 1929                | Phoebe Holcroft Watson Peggy Michell        | Phyllis Covell Dorothy Shepherd-Barron     | 2:6, 6:3, 6:4      |
| 1930                | Betty Nuthall Sarah Palfrey Cooke           | Edith Cross Anna Harper                    | 3:6, 6:3, 7:5      |
| 1931                | Betty Nuthall Eileen Bennett                | Helen Jacobs Dorothy Round                 | 6:2, 6:4           |
| 1932                | Helen Jacobs Sarah Palfrey Cooke            | Edith Cross Anna Harper                    | 3:6, 6:3, 7:5      |
| 1933                | Betty Nuthall Freda James                   | Helen Wills Moody Elizabeth Ryan           | w.o.               |
| 1934                | Helen Jacobs Sarah Palfrey Cooke            | Carolin Babcock Dorothy Andrus             | 4:6, 6:3, 6:4      |
| 1935                | Helen Jacobs Sarah Palfrey Cooke            | Carolin Babcock Dorothy Andrus             | 6:4, 6:2           |
| 1936                | Marjorie Van Ryn Carolin Babcock            | Helen Jacobs Sarah Palfrey Cooke           | 9:7, 2:6, 6:4      |
| 1937                | Sarah Palfrey Cooke Alice Marble            | Marjorie Van Ryn Carolin Babcock           | 7:5, 6:4           |
| 1938                | Sarah Palfrey Cooke Alice Marble            | Simonne Mathieu Jadwiga Jędrzejowska       | 6:8, 6:4, 6:3      |
| 1939                | Sarah Palfrey Cooke Alice Marble            | Kay Bullitt Freda James                    | 7:5, 8:6           |
| 1940                | Sarah Palfrey Cooke Alice Marble            | Dorothy Bundy Marjorie Van Ryn             | 6:4, 6:3           |
| 1941                | Sarah Palfrey Cooke Margaret Osborne duPont | Dorothy Bundy Pauline Betz                 | 3:6, 6:1, 6:4      |
| 1942                | Louise Brough Margaret Osborne duPont       | Pauline Betz Doris Hart                    | 2:6, 7:5, 6:0      |
| 1943                | Louise Brough Margaret Osborne duPont       | Patricia Todd Mary Arnold                  | 6:1, 6:3           |
| 1944                | Louise Brough Margaret Osborne duPont       | Pauline Betz Doris Hart                    | 4:6, 6:4, 6:3      |
| 1945                | Louise Brough Margaret Osborne duPont       | Pauline Betz Doris Hart                    | 6:3, 6:3           |
| 1946                | Louise Brough Margaret Osborne duPont       | Patricia Todd Mary Prentiss                | 6:1, 6:3           |
| 1947                | Louise Brough Margaret Osborne duPont       | Patricia Todd Doris Hart                   | 5:7, 6:3, 7:5      |
| 1948                | Louise Brough Margaret Osborne duPont       | Patricia Todd Doris Hart                   | 6:4, 8:10, 6:1     |
| 1949                | Louise Brough Margaret Osborne duPont       | Shirley Fry Doris Hart                     | 6:4, 10:8          |
| 1950                | Louise Brough Margaret Osborne duPont       | Shirley Fry Doris Hart                     | 6:2, 6:3           |
| 1951                | Shirley Fry Doris Hart                      | Nancy Chaffee Patricia Todd                | 6:4, 6:2           |
| 1952                | Shirley Fry Doris Hart                      | Louise Brough Maureen Connolly             | 10:8, 6:4          |
| 1953                | Shirley Fry Doris Hart                      | Louise Brough Margaret Osborne duPont      | 6:2, 7:9, 9:7      |
| 1954                | Shirley Fry Doris Hart                      | Louise Brough Margaret Osborne duPont      | 6:4, 6:4           |
| 1955                | Louise Brough Margaret Osborne duPont       | Shirley Fry Doris Hart                     | 6:3, 1:6, 6:3      |
| 1956                | Louise Brough Margaret Osborne duPont       | Shirley Fry Betty Rosenquest               | 6:3, 6:0           |
| 1957                | Louise Brough Margaret Osborne duPont       | Althea Gibson Darlene Hard                 | 6:2, 7:5           |
| 1958                | Jeanne Arth Darlene Hard                    | Althea Gibson Maria Bueno                  | 2:6, 6:3, 6:4      |
| 1959                | Jeanne Arth Darlene Hard                    | Althea Gibson Sally Moore                  | 6:2, 6:3           |
| 1960                | Maria Bueno Darlene Hard                    | Ann Haydon Deidre Catt                     | 6:1, 6:1           |
| 1961                | Darlene Hard Lesley Turner                  | Edda Buding Yola Ramírez                   | 6:4, 5:7, 6:0      |
| 1962                | Darlene Hard Maria Bueno                    | Karen Susman Billie Jean Moffitt           | 4:6, 6:3, 6:2      |
| 1963                | Robyn Ebbern Margaret Smith                 | Darlene Hard Maria Bueno                   | 4:6, 10:8, 6:3     |
| 1964                | Billie Jean King Karen Susman               | Margaret Smith Lesley Turner               | 3:6, 6:2, 6:4      |
| 1965                | Carole Caldwell Graebner Nancy Richey       | Billie Jean King Karen Susman              | 6:4, 6:4           |
| 1966                | Maria Bueno Nancy Richey                    | Billie Jean King Rosie Casals              | 6:3, 6:4           |
| 1967                | Rosie Casals Billie Jean King               | Mary-Ann Eisel Donna Floyd Fales           | 4:6, 6:3, 6:4      |
| Beginn der Open Era |                                             |                                            |                    |
| 1968                | Maria Bueno Margaret Court                  | Billie Jean King Rosie Casals              | 4:6, 9:7, 8:6      |
| 1969                | Françoise Dürr Darlene Hard                 | Margaret Court Virginia Wade               | 0:6, 6:3, 6:4      |
| 1970                | Margaret Court Judy Tegart                  | Rosie Casals Virginia Wade                 | 6:3, 6:4           |
| 1971                | Rosie Casals Judy Tegart                    | Gail Chanfreau Françoise Dürr              | 6:3, 6:3           |
| 1972                | Françoise Dürr Betty Stöve                  | Margaret Court Virginia Wade               | 6:3, 1:6, 6:3      |
| 1973                | Margaret Court Virginia Wade                | Rosie Casals Billie Jean King              | 3:6, 6:3, 7:5      |
| 1974                | Rosie Casals Billie Jean King               | Françoise Dürr Betty Stöve                 | 7:6, 6:7, 6:4      |
| 1975                | Margaret Court Virginia Wade                | Rosie Casals Billie Jean King              | 7:5, 2:6, 7:5      |
| 1976                | Delina Boshoff Ilana Kloss                  | Olga Morosowa Virginia Wade                | 6:1, 6:4           |
| 1977                | Martina Navratilova Betty Stöve             | Renée Richards Betty-Ann Stuart            | 6:1, 7:6           |
| 1978                | Billie Jean King Martina Navratilova        | Kerry Reid Wendy Turnbull                  | 7:6, 6:4           |
| 1979                | Betty Stöve Wendy Turnbull                  | Billie Jean King Martina Navratilova       | 7:5, 6:3           |
| 1980                | Billie Jean King Martina Navratilova        | Pam Shriver Betty Stöve                    | 7:6, 7:5           |
| 1981                | Kathy Jordan Anne Smith                     | Rosie Casals Wendy Turnbull                | 6:3, 6:3           |
| 1982                | Rosie Casals Wendy Turnbull                 | Barbara Potter Sharon Walsh                | 6:4, 6:4           |
| 1983                | Martina Navratilova Pam Shriver             | Rosalyn Fairbank Candy Reynolds            | 6:7, 6:1, 6:3      |
| 1984                | Martina Navratilova Pam Shriver             | Anne Hobbs Wendy Turnbull                  | 6:2, 6:4           |
| 1985                | Claudia Kohde-Kilsch Helena Suková          | Martina Navratilova Pam Shriver            | 6:75, 6:2, 6:3     |
| 1986                | Martina Navratilova Pam Shriver             | Hana Mandlíková Wendy Turnbull             | 6:4, 3:6, 6:3      |
| 1987                | Martina Navratilova Pam Shriver             | Kathy Jordan Elizabeth Smylie              | 5:7, 6:4, 6:2      |
| 1988                | Gigi Fernández Robin White                  | Patty Fendick Jill Hetherington            | 6:4, 6:1           |
| 1989                | Hana Mandlíková Martina Navratilova         | Mary Joe Fernández Pam Shriver             | 5:7, 6:4, 6:4      |
| 1990                | Gigi Fernández Martina Navratilova          | Jana Novotná Helena Suková                 | 6:2, 6:4           |
| 1991                | Pam Shriver Natallja Swerawa                | Jana Novotná Larisa Neiland                | 6:4, 4:6, 7:65     |
| 1992                | Gigi Fernández Natallja Swerawa             | Jana Novotná Larisa Neiland                | 7:64, 6:1          |
| 1993                | Arantxa Sánchez Vicario Helena Suková       | Amanda Coetzer Inés Gorrochategui          | 6:4, 6:2           |
| 1994                | Arantxa Sánchez Vicario Jana Novotná        | Katerina Maleewa Robin White               | 6:3, 6:3           |
| 1995                | Gigi Fernández Natallja Swerawa             | Brenda Schultz-McCarthy Rennae Stubbs      | 7:5, 6:3           |
| 1996                | Gigi Fernández Natallja Swerawa             | Arantxa Sánchez Vicario Jana Novotná       | 1:6, 6:1, 6:4      |
| 1997                | Jana Novotná Lindsay Davenport              | Mary Joe Fernández Natallja Swerawa        | 6:3, 6:4           |
| 1998                | Martina Hingis Jana Novotná                 | Lindsay Davenport Natallja Swerawa         | 6:3, 6:3           |
| 1999                | Serena Williams Venus Williams              | Chanda Rubin Sandrine Testud               | 4:6, 6:1, 6:4      |
| 2000                | Julie Halard-Decugis Ai Sugiyama            | Cara Black Jelena Lichowzewa               | 6:0, 1:6, 6:1      |
| 2001                | Lisa Raymond Rennae Stubbs                  | Kimberly Po Nathalie Tauziat               | 6:5, 5:7, 7:5      |
| 2002                | Virginia Ruano Pascual Paola Suárez         | Jelena Dementjewa Janette Husárová         | 6:2, 6:1           |
| 2003                | Virginia Ruano Pascual Paola Suárez         | Swetlana Kusnezowa Martina Navratilova     | 6:2, 6:3           |
| 2004                | Virginia Ruano Pascual Paola Suárez         | Swetlana Kusnezowa Jelena Lichowzewa       | 6:4, 7:5           |
| 2005                | Lisa Raymond Samantha Stosur                | Jelena Dementjewa Flavia Pennetta          | 6:2, 5:7, 6:3      |
| 2006                | Nathalie Dechy Wera Swonarjowa              | Dinara Safina Katarina Srebotnik           | 7:65, 7:5          |
| 2007                | Nathalie Dechy Dinara Safina                | Chan Yung-jan Chuang Chia-jung             | 6:4, 6:2           |
| 2008                | Cara Black Liezel Huber                     | Lisa Raymond Samantha Stosur               | 6:3, 7:66          |
| 2009                | Serena Williams Venus Williams              | Cara Black Liezel Huber                    | 6:2, 6:2           |
| 2010                | Vania King Jaroslawa Schwedowa              | Liezel Huber Nadja Petrowa                 | 2:6, 6:4, 7:64     |
| 2011                | Liezel Huber Lisa Raymond                   | Vania King Jaroslawa Schwedowa             | 4:6, 7:65, 7:63    |
| 2012                | Sara Errani Roberta Vinci                   | Andrea Hlaváčková Lucie Hradecká           | 6:4, 6:2           |
| 2013                | Andrea Hlaváčková Lucie Hradecká            | Ashleigh Barty Casey Dellacqua             | 6:74, 6:1, 6:4     |
| 2014                | Jekaterina Makarowa Jelena Wesnina          | Martina Hingis Flavia Pennetta             | 2:6, 6:3, 6:2      |
| 2015                | Martina Hingis Sania Mirza                  | Casey Dellacqua Jaroslawa Schwedowa        | 6:3, 6:3           |
| 2016                | Bethanie Mattek-Sands Lucie Šafářová        | Caroline Garcia Kristina Mladenovic        | 2:6, 7:65, 6:4     |
| 2017                | Martina Hingis Chan Yung-jan                | Lucie Hradecká Kateřina Siniaková          | 6:3, 6:2           |
| 2018                | Ashleigh Barty Coco Vandeweghe              | Tímea Babos Kristina Mladenovic            | 3:6, 7:62, 7:66    |
| 2019                | Elise Mertens Aryna Sabalenka               | Ashleigh Barty Wiktoryja Asaranka          | 7:5, 7:5           |
| 2020                | Laura Siegemund Wera Swonarjowa             | Nicole Melichar Xu Yifan                   | 6:4, 6:4           |
| 2021                | Samantha Stosur Zhang Shuai                 | Cori Gauff Catherine McNally               | 6:3, 3:6, 6:3      |
| 2022                | Barbora Krejčíková Kateřina Siniaková       | Catherine McNally Taylor Townsend          | 3:6, 7:5, 6:1      |
| 2023                | Gabriela Dabrowski Erin Routliffe           | Laura Siegemund Wera Swonarjowa            | 7:69, 6:3          |
| 2024                | Ljudmyla Kitschenok Jeļena Ostapenko        | Kristina Mladenovic Zhang Shuai            | 6:4, 6:3           |